# Consumer-to-Consumer
Consumer-to-Consumer (deutsch „Verbraucher zu Verbraucher“, C2C) ist in der Betriebswirtschaftslehre, im E-Business und allgemein im Marketing der Anglizismus für eine Geschäftsbeziehung zwischen mindestens zwei Privatpersonen, die als Verbraucher fungieren.

## Allgemeines
Der im E-Business entwickelte Begriff kann auch verallgemeinernd für alle Geschäftsbeziehungen zwischen verschiedenen Wirtschaftssubjekten oder zwischen zwei gleichen Wirtschaftssubjekten verwendet werden. Wirtschaftssubjekte sind Privathaushalte (englisch consumer), Unternehmen (englisch business) und der Staat mit seiner öffentlichen Verwaltung (englisch administration). Der Wirtschaftswissenschaftler Thomas Schildhauer definiert wie folgt: „Consumer-to-Consumer ist die Bezeichnung für die Kommunikation und die Abwicklung von Geschäftsbeziehungen und Geschäftsprozessen zwischen Endkunden bzw. Privatpersonen“. Die Geschäftsbeziehung findet zwischen mindestens zwei Privatpersonen statt. „Consumer-to…“ beschreibt dasjenige Wirtschaftssubjekt, das die Geschäftsbeziehung angebahnt hat. Gegenstand der Beziehung kann ein Kaufvertrag, Mietvertrag, sonstiger Vertrag oder ein Gesetz sein, aufgrund dessen Güter oder Dienstleistungen gegen Geld (oder ausnahmsweise gegen andere Güter) ausgetauscht werden. 

## Übersicht aller Geschäftsbeziehungen
Als Wirtschaftssubjekte, die Geschäftsbeziehungen zueinander eingehen, kommen Privathaushalte (englisch consumer, Konsumenten), Unternehmen (englisch business) und der Staat mit seinen Staatsunternehmen oder Gebietskörperschaften (englisch administration) in Betracht. Die Geschäftsbeziehungen zwischen einzelnen Wirtschaftssubjekten können wie folgt systematisiert werden:
| Wirtschaftssubjekt    | Privathaushalte Beispiel                                  | Unternehmen Beispiel                        | öffentliche Haushalte Beispiel                            |
| --------------------- | --------------------------------------------------------- | ------------------------------------------- | --------------------------------------------------------- |
| Privathaushalte       | Consumer-to-Consumer Tauschbörsen wie eBay                | Consumer-to-Business Aufträge, Bestellungen | Consumer-to-Administration Steuererklärung, Melderegister |
| Unternehmen           | Business-to-Consumer Lieferung von Waren im Versandhandel | Business-to-Business Interbankenhandel      | Business-to-Administration Lohnsteueranmeldung            |
| öffentliche Haushalte | Administration-to-Consumer Gebührenbescheid               | Administration-to-Business Außenprüfung     | Administration-to-Administration Amtshilfe                |

Auf diese Weise ergeben sich neun Kombinationen von Geschäftsfeldern.
Weitere Beispiele für Consumer-to-Consumer-Beziehungen sind Crowdfunding für Projekte von Privatpersonen, Flohmärkte, Hauspersonal, Privatkredite oder Reinigungskräfte in Privathaushalten.

## Wirtschaftliche Aspekte
Consumer-to-Consumer bedeutet, dass sich bei einem Kaufvertrag mindestens zwei Privatpersonen als Vertragsparteien gegenüberstehen. Das kann beispielsweise beim Verkauf von Gebrauchtwagen der Fall sein, im Online-Handel ist beispielsweise Ebay die Tauschbörse, die zwischen Privatpersonen in deren Funktion als Käufer und Verkäufer vermittelt. Auch alle Online Shops funktionieren auf diese Weise. Ein besonderer Verbraucherschutz (etwa eine Gewährleistung) ist hiermit nicht verbunden, weil dieser einen gewerblichen Verkäufer (Unternehmer) voraussetzt.